# Wandelroute GRP563

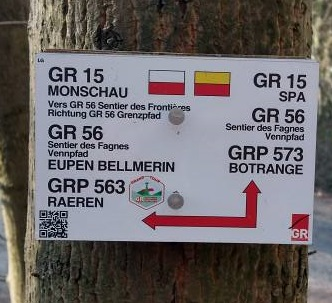
GRP563

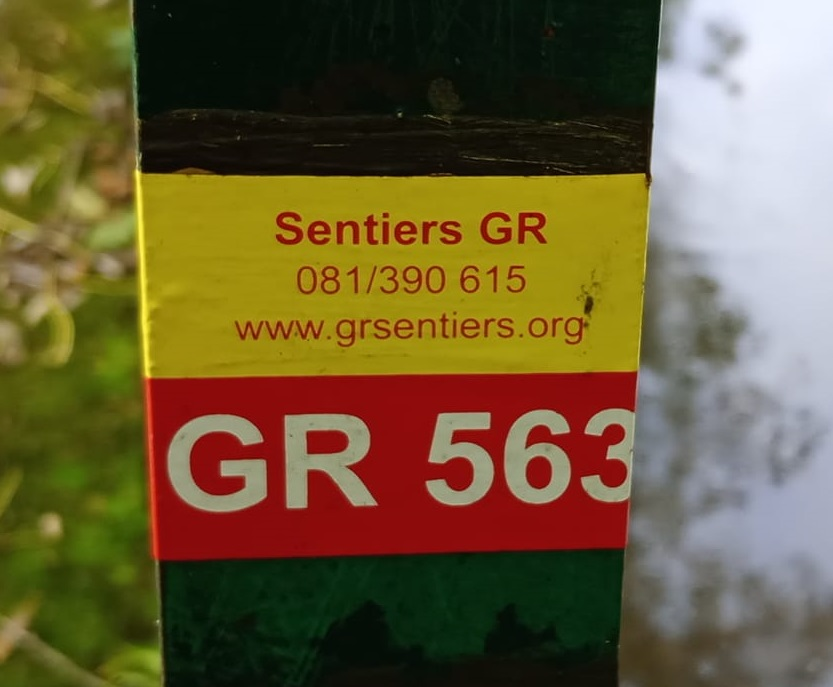
GRP563

De wandelroute GRP563, als streekpad (GRP, Streek-GR) ook wel aangeduid als Tour du Pays de Herve, is in totaal 159 kilometer lang en loopt in lusvorm door het Land van Herve van Herve tot Herve.